# (1581) Abanderada
(1581) Abanderada est un astéroïde de la ceinture principale.

## Description
(1581) Abanderada est un astéroïde de la ceinture principale. Il fut découvert le 15 juin 1950 à La Plata par Miguel Itzigsohn. Il présente une orbite caractérisée par un demi-grand axe de 3,16 UA, une excentricité de 0,12 et une inclinaison de 2,5° par rapport à l'écliptique.

## Compléments